# Список об'єктів Світової спадщини ЮНЕСКО у Фінляндії
У списку об'єктів Світової спадщини ЮНЕСКО у Фінляндії налічується 7 найменувань (станом на 2015 рік).
У цій таблиці об'єкти розташовані в порядку їх додавання до списку Світової спадщини ЮНЕСКО.
Кольорами у списку позначено:
| № | Зображення | Назва | Місцеположення | Час створення        | Час внесення до списку | №                                                   | Критерії   |
| - | ---------- | --- | --- | -------------------- | ---------------------- | --------------------------------------------------- | ---------- |
| 1 |            | Стара частина міста Раума (фін. Vanha Rauma)                                                                                                | місто Раума | початок XIX століття | 1991 2009              | 582 [Архівовано 22 березня 2019 у Wayback Machine.] | iv, v      |
| 2 |            | Фортеця Суоменлінна (фін. Suomenlinna merilinnoitus)                                                                                        | місто Гельсінкі | 1748—1770            | 1991                   | 583 [Архівовано 11 липня 2017 у Wayback Machine.]   | iv         |
| 3 |            | Старовинна церква в Петяйявесі (фін. Petäjäveden vanha kirkko)                                                                              | місто Петяйявесі | 1763—1765            | 1994                   | 584 [Архівовано 11 липня 2017 у Wayback Machine.]   | iv         |
| 4 |            | Деревопереробна фабрика в Верлі (фін. Verlan puuhiomo ja pahvitehdas)                                                                       | найближче місто Коувола                                                                                              | 1872                 | 1996                   | 751 [Архівовано 11 липня 2017 у Wayback Machine.]   | iv         |
| 5 |            | Похоронний комплекс бронзової доби Саммаллахденмякі (фін. Sammallahdenmäen pronssikautinen röykkiöalue)                                     | найближче місто Раума                                                                                                |                      | 1999                   | 579 [Архівовано 11 липня 2017 у Wayback Machine.]   | iii, iv    |
| 6 |            | Геодезична дуга Струве (англ. Struve Geodetic Arc) * Стюорраханоаіві * Аавасакса * Алаторніон кіркко * Оравівуорі * Торнікалліо * Муставірі | Фінляндія (спільно з Білоруссю , Естонією , Латвією , Литвою , Молдовою , Норвегією , Росією , Україною та Швецією ) | 1816—1855            | 2005                   | 1187                                                | ii, iv, vi |
| 7 |            | Високий берег і архіпелаг Кваркен (фін. Höga kusten/Merenkurkun saaristo, швед. Höga kusten/skärgården Kvarken)                             | Ботнічна затока (спільно зі Швецією )                                                                                |                      | 2000 2006              | 898 [Архівовано 11 липня 2017 у Wayback Machine.]   | viii       |